# 陀螺紫菀
陀螺紫菀（学名：Aster turbinatus）为菊科紫菀属的植物，是中国的特有植物。分布在中国大陆的安徽、江西、福建、江苏、浙江等地，生长于海拔200米至800米的地区，多生于溪岸、低山山谷中或林阴地，目前已由人工引种栽培。

## 别名
一枝香、百条根（浙江俗名）、单头紫菀（江苏种子植物手册）

## 异名
- Aster turbinatus S. Moore var. chekiangensis C. Ling